# Bio Challenge
Bio Challenge est un jeu vidéo d'action développé par Delphine Software et édité par Palace Software, sorti en 1988 sur Amiga et Atari ST.